# Ниловка (Бурятия)
Ни́ловка (Ни́лова Пу́стынь) — посёлок в Тункинском районе Бурятии. Входит в сельское поселение «Туран».
Бальнеологический курорт Нилова Пустынь.

## География
Расположен на реке Ихэ-Ухгунь (левый приток Иркута) в 7 км к северу от Тункинского тракта, в 8 км к северу от центра сельского поселения, села Туран, в 41 км западнее районного центра. Через Ниловку проходит один из маршрутов на Шумакские минеральные источники.

## История

### XIX век
1830 год — пограничный пристав Черепанов уведомил о лечебных свойствах Туранских минеральных источников.
1840 год — по распоряжению генерал-губернатора Восточной Сибири В. Я. Руперта источники исследованы инспектором Иркутской врачебной управы Сорочинским и аптекарем Калау. Начало строительства санатория.
1845 год — местность передана в дар епископу Иркутскому, Нерчинскому и Якутскому Нилу (Исакович). Основание православной пустыни.
1850 год — возведена церковь во имя Нила Столбенского.
1851 год — императором Николаем I утверждено Положение о «заштатной мужской пустыни».
1890 год — источники изучал В. А. Обручев.
Минеральные источники Ниловой пустыни посещали декабристы братья Н. А. и М. А. Бестужевы, И. И. Пущин, С. П. Трубецкой, В. Ф. Раевский, супруги М. Н. и С. Г. Волконские.

### XX век
В 1930-е годы санаторные строения уничтожены пожаром. Впоследствии, Нилова Пустынь восстановлена как курорт местного значения. В годы Великой Отечественной войны здесь проходили лечение бойцы Красной Армии.
Постановлением Совета Министров Бурятской АССР в 1976 году была учреждена водолечебница «Нилова Пустынь».

## Население
| 2002 | 2010 |
| ---- | ---- |
| 175  | ↗182 |